# 207-ма дивізія охорони (Третій Рейх)
207-ма дивізія охорони (Третій Рейх) (нім. 207. Sicherungs-Division) — піхотна дивізія німецьких сухопутних військ, що виконувала завдання охорони тилу військ вермахту за часів Другої світової війни.

## Історія
207-ма дивізія охорони була сформована 15 березня 1941 року на навчальному центрі Гросс Борн (нім. Truppenübungsplatz Groß-Born) з підрозділів 207-ї піхотної дивізії, частини якої напередодні операції «Барбаросса» пішли на формування трьох дивізій охорони: 207-ї, 281-ї та 285-ї. 207-ма дивізія була підпорядкована командуванню управління тилом групи армій «Північ», де перебувала до листопада 1944 року.
8 січня 1945 року офіційно розформована.

## Командування

### Командири
- генерал-лейтенант Карл фон Тідеманн (нім. Karl von Tiedemann) (15 березня 1941 — 1 січня 1943);
- генерал-лейтенант Еріх Гофманн (нім. Erich Hofmann) (1 січня — листопад 1943);
- генерал-лейтенант граф Богіслав фон Шверін (нім. Bogislav Graf von Schwerin) (листопад 1943 — 17 вересня 1944);
- генерал-майор Мартін Берг (нім. Martin Berg) (17 вересня — 10 грудня 1944).

### Підпорядкованість
| Час      | Корпус     | Армія                   | Група армій (округ)  | Штаб                        |
| -------- | ---------- | ----------------------- | -------------------- | --------------------------- |
| 1941     |            |                         |                      |                             |
| березень |            |                         |                      | Навчальний центр Гросс Борн |
| червень  |            |                         | Група армій «Північ» | Мемель                      |
| 1942     |            |                         |                      |                             |
| січень   |            |                         | Група армій «Північ» | Кінгісепп                   |
| 1943     |            |                         |                      |                             |
| січень   |            |                         | Група армій «Північ» | Стара Русса, Невель         |
| 1944     |            |                         |                      |                             |
| січень   |            |                         | Група армій «Північ» | Стара Русса, Невель         |
| березень |            | 18-та армія             | Група армій «Північ» | Тарту                       |
| серпень  | II ак      | Армійська група «Нарва» | Група армій «Північ» | Тарту                       |
| жовтень  | XXXXIII ак | 16-та армія             | Група армій «Північ» | Тарту                       |
| грудень  | XXXXIII ак | 16-та армія             | Група армій «Північ» | Курляндія                   |

## Склад
| 19 жовтня 1942                      |
| ----------------------------------- |
| 374-й гренадерський полк            |
| 94-й полк охорони                   |
| II./9-го полку поліції              |
| I./207-го артилерійського полку     |
| 207-ма танкова рота (на Т-34)       |
| 207-й кавалерійський ескадрон «Ост» |
| 821-й загін зв'язку;                |
| 374-те управління постачання.       |

## Нагороджені дивізії
Нагороджені дивізії
Нагороджені Сертифікатом Пошани Головнокомандувача Сухопутних військ для військових формувань Вермахту за збитий літак противника
- ? — 9-та рота 374-го піхотного полку за дії 16 грудня 1941 (№ 72) поблизу Марьїно.

|  | Кавалери Золотого Німецького Хреста                                                                        | 10 |
|  | Кавалери Срібного Німецького Хреста                                                                        | 1  |
|  | Кавалери Лицарського хреста Залізного хреста                                                               | 1  |
|  | Кавалери Почесної застібки Сухопутних військ «Почесна застібка на орденську стрічку для Сухопутних військ» | 3  |

- Нагороджені Сертифікатом Пошани Головнокомандувача Сухопутних військ за збитий літак противника (2)